# Viko
Viko, pseudonyme de Victor Konsens, est un peintre, illustrateur et lithographe[style à revoir] français né le 15 septembre 1915 à Paris, et mort dans cette même ville le 14 octobre 1998.

## Biographie
Victor Konsens naît dans le quartier parisien de Belleville (12e arrondissement) de parents juifs émigrés de Pologne. Son père est ébéniste et Victor Konsens développe très tôt des qualités artistiques : il reçoit le premier prix du concours général de la ville de Paris en 1925.
Il entre à l'École nationale supérieure des beaux-arts lorsque survient la Seconde Guerre mondiale. Contraint à l'interruption de ses études par la mobilisation, puis par la clandestinité, il ne reprend vraiment la peinture qu'en 1945, ses premiers travaux étant récompensés par l'attribution d'un deuxième prix Orion en 1950.
Sa peinture d'alors, d'un misérabilisme où le pessimisme est renforcé par les dominantes d'ocre et de gris, énonce une économie des couleurs qui va jusqu'à suggérer la monochromie : « je suis content d'une toile lorsque j'ai pu y mettre le moins de couleur possible » confirme-t-il alors, ne contestant pas une influence de Bernard Buffet qui le situe, avec Jean Jansem et Philippe Cara Costea, dans la suite de Francis Gruber.   
Situant ses œuvres, alors que sa peinture se dirige ensuite « vers une utilisation de la couleur pleine de force et de vitalité », Viko nous confie ses lieux de villégiatures : la Normandie (Trouville, Honfleur), les côtes méditerranéennes (le vieux port de Marseille, le Vieux-Nice, les Saintes-Maries-de-la-Mer), l'Espagne (en particulier l'île d'Ibiza), le Portugal, l'Afrique du nord, l'Italie (Venise, Rome, Anticoli Corrado), la Grèce

## Ouvrages illustrés
- Hervé Bazin, Qui j'ose aimer, illustrations originales de Viko, 1.100 exemplaires numérotés, Éditions Rombaldi, 1966.

## Œuvres dans les collections publiques
En France
- Mulhouse, musée des beaux-arts : Portrait de l'écrivain Paul Léautaud, dessin[4].
- Paris, département des Estampes et de la Photographie de la Bibliothèque nationale de France[5].

En Suisse
- Pully, musée d'art[6].

## Expositions collectives
- Dix peintres français, galerie du VIe, Paris, 1962.
- Jean Camberoque, Jean Even, François Gall, Viko, galerie Boissière, Paris, avril 1972.
- Les peintres témoins de leur temps, palais Galliera, Paris, 1966, janvier-février 1968, janvier-février 1973.
- Salon des artistes français, Paris, avril-mai 1977 (La rue du grenier à sel à Honfleur, huile sur toile)[7].
- Thomson-CSF, Cholet, 1977, 1980.
- De Bonnard à Baselitz, dix ans d'enrichissements du Cabinet des estampes, Bibliothèque nationale de France, 1992, Le port de Honfleur et la Lieutenance, lithographie originale, 170 exemplaires, Éditions Le Pellerin, 1970[5].
- Art en Yvelines - Douze paysages des Yvelines : Paul Ambille, Michèle Battut, Jacques Bouyssou, Alfred Defossez, Bernard Piga, Viko…, orangerie du château de Versailles, septembre-octobre 1982.
- Salon d'automne, Paris, 1987[8].
- Participations non datées : Salon Terres Latines, Salon Comparaisons[4].

## Réception critique
- « Des tons dominants volontairement ternes à peine réchauffés par quelques touches sonores. » - Gérald Schurr[9]

## Récompenses
- Prix Eugène-Carrière 1961.
- Prix populiste 1965.
- Prix de l'Ile-de-France 1965.